# Калинин, Сергей Евгеньевич
Сергей Евгеньевич Калинин (род. 1984, Верхний Уфалей, Челябинская область) — российский профессиональный боец, выступающий в средней весовой категории на турнирах по смешанным единоборствам и кулачным боям. С 2021 года является бойцом кулачной лиги Top Dog FC, в 2023 году также выступил на дебютном турнире лиги RCC Hard.

## Биография
Калинин Сергей Евгеньевич родился в 1984 году в городе Верхний Уфалей Челябинской области.
Мастер спорта по кикбоксингу, КМС по боксу, боевому самбо и универсальному бою. МСМК по панкратиону, чемпион Мира (Стамбул, 2014). Многократный обладатель кубков челябинского ежегодного турнира «Адреналин».
Основатель и главный тренер детско-юношеского клуба боевых единоборств «Гладиатор».
До единоборств занимался футболом, баскетболом, танцами, играл в театральной студии, участвовал в местной (Верхний Уфалей) команде КВН.

### Кулачная лига Top Dog FC
В 2021 году Калинин вступил в лигу Top Dog FC, проводящую в основном турниры по кулачному бою — официальной профессиональной спортивной дисциплине. Однако свой первый поединок в организации он провёл не по боксу голыми кулаками, а в рамках Top Dog RAGE — боёв по правилам кикбоксинга на голых кулаках, одной из двух непрофессиональных дисциплин (второй впоследствии стала Top Dog: Prospect, бои по боксу в перчатках для смешанных единоборств). Поединок прошёл 24 сентября на 10-м турнире. Калинин выступил против Владимира Морозова и одержал победу нокаутом в первом раунде. Данная дисциплина, однако, не снискала успеха в рамках организации Top Dog FC, после чего была преобразована в самостоятельную лигу Rage Arena с поединками по кикбоксингу в перчатках для смешанных единоборств.
17 декабря 2021 года Калинин провёл свой дебютный поединок по боксу голыми кулаками. Его оппонентом стал автор самого быстрого нокаута в Top Dog FC, Тимур Акаимов. Калинин в равном бою сумел нокаутировать Акаимова во втором раунде.
5 февраля 2022 года в Казани состоялся 12-й турнир кулачный турнир, где соперником Калинина стал Суламбек Шахгириев. В этом поединке на второй минуте первого раунда Калинин одержал победу техническим нокаутом, бой был остановлен врачом из-за многочисленных рассечений и сломанной орбитальной кости соперника, несмотря на желание Шахгириева продолжить бой. Калинин также получил сто тысяч рублей в качестве бонуса за зрелищный бой.
После зрелищных досрочных побед Калинин стал претендентом на чемпионский перстень и его следующим соперником стал чемпион средней весовой категории Наим Давудов. Изначально бой был запланирован на 13-м, но из-за травмы Калинин не сумел выступить, после чего бой был перенесен на следующий турнир, который состоялся 27 мая 2022 года в Москве на волейбольной арене «Динамо». В этом поединке Калинин потерпел первое поражение, уступив единогласным решением судей и закончив бой со множеством рассечений на лице.
24 сентября 2022 года на 16-м турнире в Сочи был анонсирован претендентский бой в среднем весе между Калининым и его бывшим соперником Тимуром Акаимовым, но поединок был отменён из-за травмы Акаимова. Вместо него 16 декабря того же года на 18-м турнире в Москве, в концертном зале Vegas City Hall, состоялся реванш Калинина и Суламбека Шахгириева. По итогам поединка Калинин уступил техническим нокаутом во втором раунде из-за глубоких рассечений на лице.

### Выступления в кулачной лиге RCC Hard
В конце апреля 2023 года Сергей Калинин возглавил первый турнир уральской лиги кулачных боев RCC Hard пятираундовым поединком против бразильца Кристиано Фролича, которого он победил единогласным решением судей в тяжелом и кровавом поединке.

## Личная жизнь
Женат, воспитывает сына Марка и дочь Алису.

## Статистика боёв

### Профессиональные
В смешанных единоборствах
| Боёв 12  | Побед 6 | Поражений 6 |
| -------- | ------- | ----------- |
| Нокаутом | 3       | 3           |
| Сдачей   | 2       | 0           |
| Решением | 1       | 3           |

В кулачных боях (бокс голыми кулаками)
| Бой | Рекорд | Дата            | Соперник                 | Турнир        | Результат (раунды), время         | Комментарии                                                           | Видео   |
| --- | ------ | --------------- | ------------------------ | ------------- | --------------------------------- | --------------------------------------------------------------------- | ------- |
| 6   | 3-3    | 23 декабря 2023 | Тимур Акаимов (4-1)      | Top Dog FC 26 | Единогласное решение судей (5)    | Главный бой вечера                                                    |         |
| 5   | 3-2    | 29 апреля 2023  | Кристиано Фролич (1-0)   | RCC Hard      | Единогласное решение судей (5)    | Главный бой вечера                                                    | YouTube |
| 4   | 2-2    | 16 декабря 2022 | Суламбек Шахгириев (2-1) | Top Dog FC 18 | Технический нокаут (2 из 3), 1:34 |                                                                       | YouTube |
| 3   | 2-1    | 27 мая 2022     | Наим Давудов (4-0)       | Top Dog FC 14 | Единогласное решение судей (5)    | Главный бой вечера, за чемпионский перстень в среднем весе (до 85 кг) | YouTube |
| 2   | 2-0    | 5 февраля 2022  | Суламбек Шахгириев (1-0) | Top Dog FC 12 | Нокаут (1 из 3), 1:17             |                                                                       | YouTube |
| 1   | 1-0    | 17 декабря 2021 | Тимур Акаимов (1-0)      | Top Dog FC 11 | Нокаут (2 из 3), 1:07             |                                                                       | YouTube |

### Выставочные
| Бой | Дата             | Соперник                 | Турнир       | Результат (раунды), время | Комментарии                                                                              | Видео   |
| --- | ---------------- | ------------------------ | ------------ | ------------------------- | ---------------------------------------------------------------------------------------- | ------- |
| 1   | 24 сентября 2021 | Владимир Морозов (дебют) | Top Dog FC X | Нокаут (1 из 3), 1:15     | Бой в рамках Top Dog RAGE по непрофессиональной дисциплине — кикбоксинг на голых кулаках | YouTube |